# Juniperus procumbens
Juniperus procumbens hay Tùng xà là một loài thực vật hạt trần trong họ Cupressaceae. Loài này được Siebold ex Endl. Miq. mô tả khoa học đầu tiên năm 1870.